# 이마즈역 (오이타현)
이마즈역(일본어: 今津駅)은 일본 오이타현 나카쓰시에 위치한 규슈 여객철도 소속 철도역이며, 닛포 본선의 정차역이다.

## 역 구조
단식 승강장 2면 2선을 가지는 지상역. 원래는, 2면 3선의 승강장 구조였다. 그 선이 철거되어 2면 2선의 단식 홈이 된 역 구조이다.
하행선 열차 진행 방향을 향해 좌측으로 낡은 목조 건축의 역 서점이 있다.
규슈 교통 기획이 역 업무를 수탁하는 업무 위탁역에서, POS 단말기가 설치되어 있다.

## 역 주변
- 이누마루 강

## 인접 역
| 닛포 본선                | 닛포 본선     | 닛포 본선                 |
| ------------------------ | ------------- | ------------------------- |
| 히가시나카쓰 고쿠라 방면 | ■ 쾌속 · 보통 | 아마쓰 가고시마 중앙 방면 |